# Internacionales de Andalucìa Femeninos 2012
L'Internacionales de Andalucìa Femeninos 2012 è stato un torneo di tennis facente parte della categoria ITF Women's Circuit nell'ambito dell'ITF Women's Circuit 2012. Il torneo si è giocato a Siviglia in Spagna dal 15 al 21 ottobre 2012 su campi in terra rossa e aveva un montepremi di $25,000.

## Vincitori

### Singolare
Teliana Pereira ha battuto in finale  Estrella Cabeza Candela con il punteggio di 4–6, 7–6(3), 7–6(5)

### Doppio
Paula Kania /  Katarzyna Piter hanno battuto in finale  Aleksandrina Najdenova /  Teliana Pereira con il punteggio di 5–7, 6–4, [10–6]